# جائزة نوبل في العلوم الاقتصادية
جائزة نوبل التذكارية في العلوم الاقتصادية أو رسمياً جائزة بنك السويد في العلوم الاقتصادية على ذكرى ألفريد نوبل (بالسويدية:Sveriges riksbanks pris i ekonomisk vetenskap till Alfred Nobels minne) هي جائزة تمنح للإنجازات المتميزة في حقل علوم الاقتصاد، وتعتبر الجائزة الأكثر مستوى في هذا المجال. تعرف بشكل مختصر باسم جائزة نوبل في العلوم الاقتصادية، وهي ليست رسميا واحدة من الخمس جوائز المسماة جوائز نوبل (في مجالات الفيزياء، الكيمياء، الطب، الأدب، والسلام) والتي قام ألفريد نوبل بتأسيسها في عام 1895. تم البدء بالعمل بجائزة نوبل للاقتصاد في عام 1968 في الذكرى 300 لتأسيس بنك السويد المركزي وهي ممولة من هذا البنك.

## التنظيم والتمويل
يمنح بنك السويد المركزي كامل النفقات الإدارية لمؤسسة نوبل المنظمة للجائزة ويمول الجائزة نقديًا.
بلغ إجمالي القيمة النقدية للجائزة في الاقتصاد 8 ملايين كرون سويدي منذ عام 2012. يعادل هذا المبلغ الممنوح لجوائز نوبل الأصلية. منح بنك السويد المركزي منذ عام 2006 منحة سنوية لمؤسسة نوبل قدرها 6.5 مليون كرونة سويدية (في يناير 2008، نحو مليون دولار أمريكي؛ 0.7 مليون يورو) من أجل تغطية نفقاتها الإدارية المرتبطة بالجائزة بالإضافة إلى مليون كرونة سويدية (حتى نهاية عام 2008) من أجل تضمين معلومات حول الجائزة على موقع مؤسسة نوبل على الإنترنت.

## العلاقة مع جوائز نوبل
جائزة الاقتصاد ليست من جوائز نوبل التي منحها ألفريد نوبل في وصيته. ومع ذلك، تُنفذ عملية الترشيح ومعايير الاختيار وتقديم الجوائز في العلوم الاقتصادية بطريقة مماثلة لجوائز نوبل الأصلية.
يُعلن عن الفائزين بجائزة نوبل للفوز بالجائزة في نفس الحفل. تمنح الأكاديمية الملكية السويدية للعلوم الجائزة «وفقًا للقواعد التي تحكم منح جوائز نوبل التي تأسست من خلال وصيتة ألفريد نوبل»، والتي تنص على منح الجائزة سنويًا إلى «أولئك الذين ... أعطوا أكبر فائدة للبشرية».